# Alberto Dines
Alberto Dines (n. 19 februarie 1932, Rio de Janeiro, Districtul Federal⁠(d), Brazilia – d. 22 mai 2018, São Paulo, São Paulo, Brazilia) a fost un scriitor și jurnalist brazilian.

## Premii
- 1970 - Premiul Maria Moors Cabot
- 2005 - Premiul Imprensa Estrangeira
- 2007 - Holocaust Memorial Award, Austria [4]
- 2009 - Premiul pentru comunicații decernat de Guvernul Braziliei